# Wolfgang David (Schriftsteller)

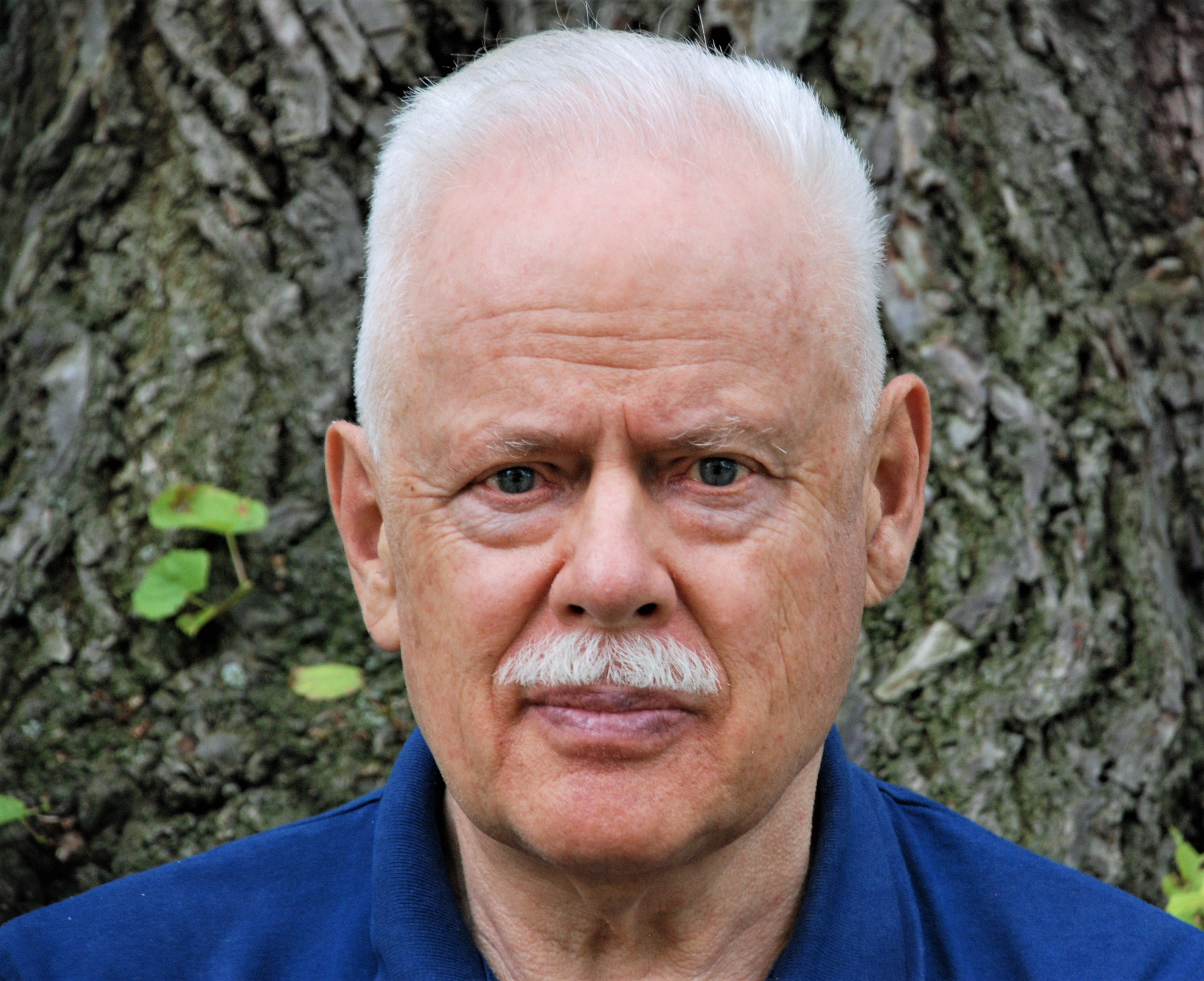
Wolfgang David

Wolfgang David (* 29. August 1948 in Oberseifersdorf, Landkreis Zittau) ist ein deutscher Schriftsteller.

## Leben
Nach dem Abitur und einer Lehre als Schriftsetzer studierte David Kulturwissenschaft und Soziologie. Ein Forschungsstudium am Zentralinstitut für Jugendforschung Leipzig schloss er mit der Promotion ab. Er lehrte an der Humboldt-Universität zu Berlin, der Universität Bratislava und der Hochschule für Bildende Künste Dresden und war zwischenzeitlich Direktor des Otto-Lilienthal-Museums in Anklam.
Seit 1983 ist David mit Unterbrechung freier Autor und veröffentlicht Romane und Kulturpublizistik. Er ist Mitglied im Verband deutscher Schriftstellerinnen und Schriftsteller (VS) sowie des Exil-P.E.N. Von 1991 bis 2004 war er Regionalvorsitzender des VS und von 1995 bis 2003 stellvertretender Vorsitzender des Sächsischen Literaturrates. Seit 1991 veröffentlicht er Sachbuch- und Veranstaltungsrezensionen in der Presse sowie Texte in Anthologien und Zeitschriften.

## Privates
Wolfgang David ist Sohn des Schriftstellers Kurt David. Er lebt in Dresden.

## Werke (Auswahl)
- Bendgens Frauen oder Prüfungen ohne Testat. Roman, Mitteldeutscher Verlag Halle/S. 1980, 3. Aufl., ISBN 978-3-354-00386-6. E-Book-Ausgabe 2023, ISBN  978-3-96521-948-9
- Furcht vor Amseln. Hörspiel, Rundfunk der DDR, UA 1983[1]
- Hund unterm Tisch? Essay zur Literaturkritik, Mitteldeutscher Verlag Halle/S. 1985 (Förderpreis des Literaturinstitutes Leipzig). E-Book-Ausgabe 2023, ISBN 978-3-96521-952-6
- Brennaburg. Historischer Roman, Verlag Neues Leben Berlin 1991. Taschenbuch-Ausgaben Bastei Lübbe, Bergisch Gladbach 1995 und 1997, ISBN 978-3-404-12293-6.  E-Book-Ausgabe 2023, ISBN 978-3-96521-950-2
- Der bleiche Tod der Sarazenen. Historischer Roman, SALON LiteraturVERLAG, München 2012, 2. Aufl., ISBN 978-3-939321-41-5, E-Book-Ausgabe 2014, ISBN 978-3-939321-41-5.
- Im Aufwind der Macht. Roman, SALON LiteraturVERLAG, München 2021, 2. Aufl., ISBN 978-3-947404-23-0.